# Монмерак
Монмерак (фр. Montmérac) — муніципалітет у Франції, у регіоні Нова Аквітанія, департамент Шаранта. Монмерак утворено 1 січня 2016 року шляхом злиття муніципалітетів Ламерак i Моншод. Адміністративним центром муніципалітету є Моншод. Населення — 719 осіб (01.01.2021).